# 蒲池站 (愛知縣)
蒲池站（日语：／ Kabaike eki */?）是位於日本愛知縣常滑市蒲池町，屬於名古屋鐵道常滑線的鐵路車站。車站編號為TA19。

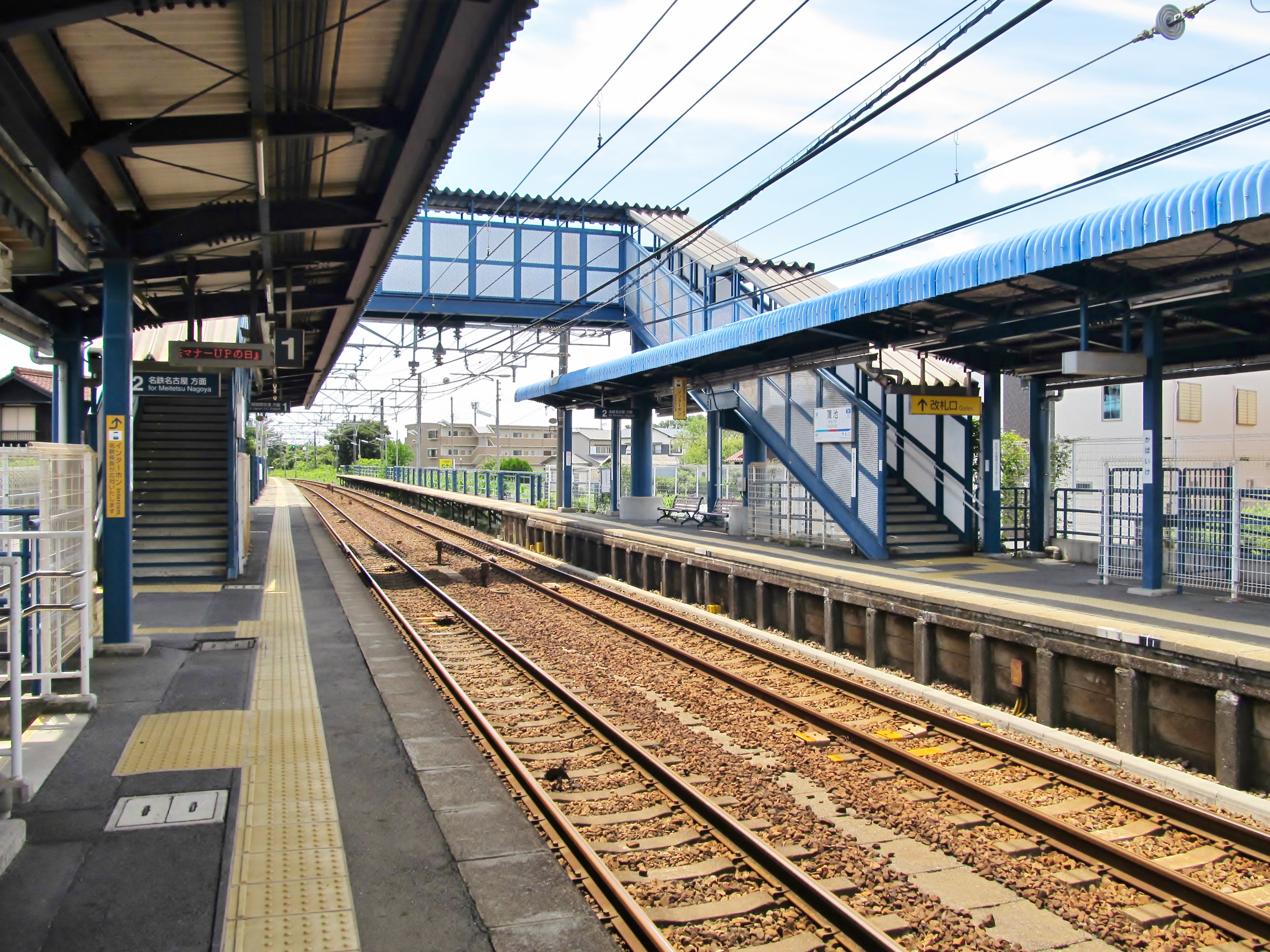
月台（2023年8月）

## 車站構造
本站為2面2線的地面車站，設有跨站式站房。
| 月台 | 路線   | 方向 | 目的地                 |
| ---- | ------ | ---- | ---------------------- |
| 1    | 常滑線 | 下行 | 中部國際機場方向       |
| 2    | 常滑線 | 上行 | 太田川、名鐵名古屋方向 |

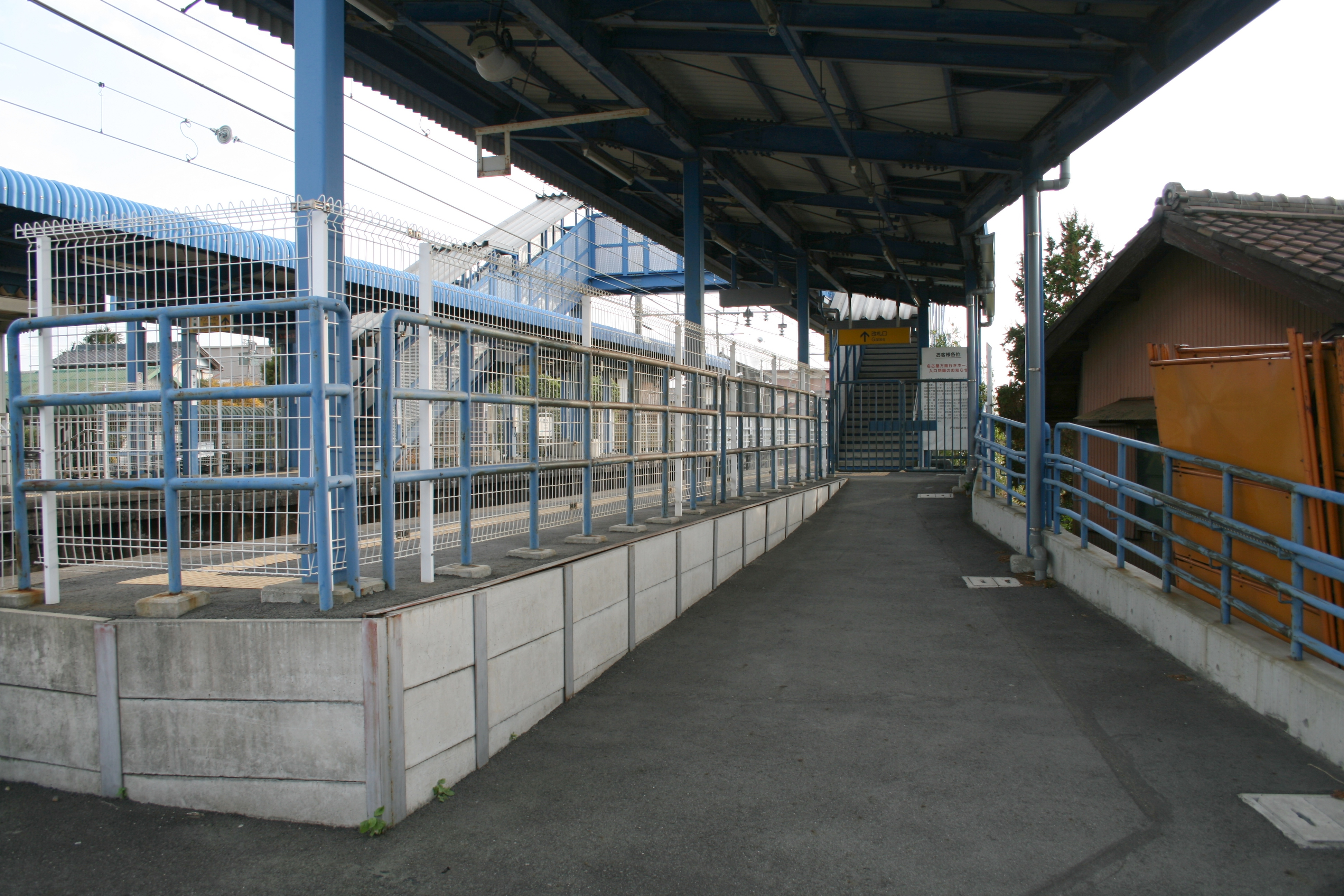
封鎖的閘口（2009年12月）
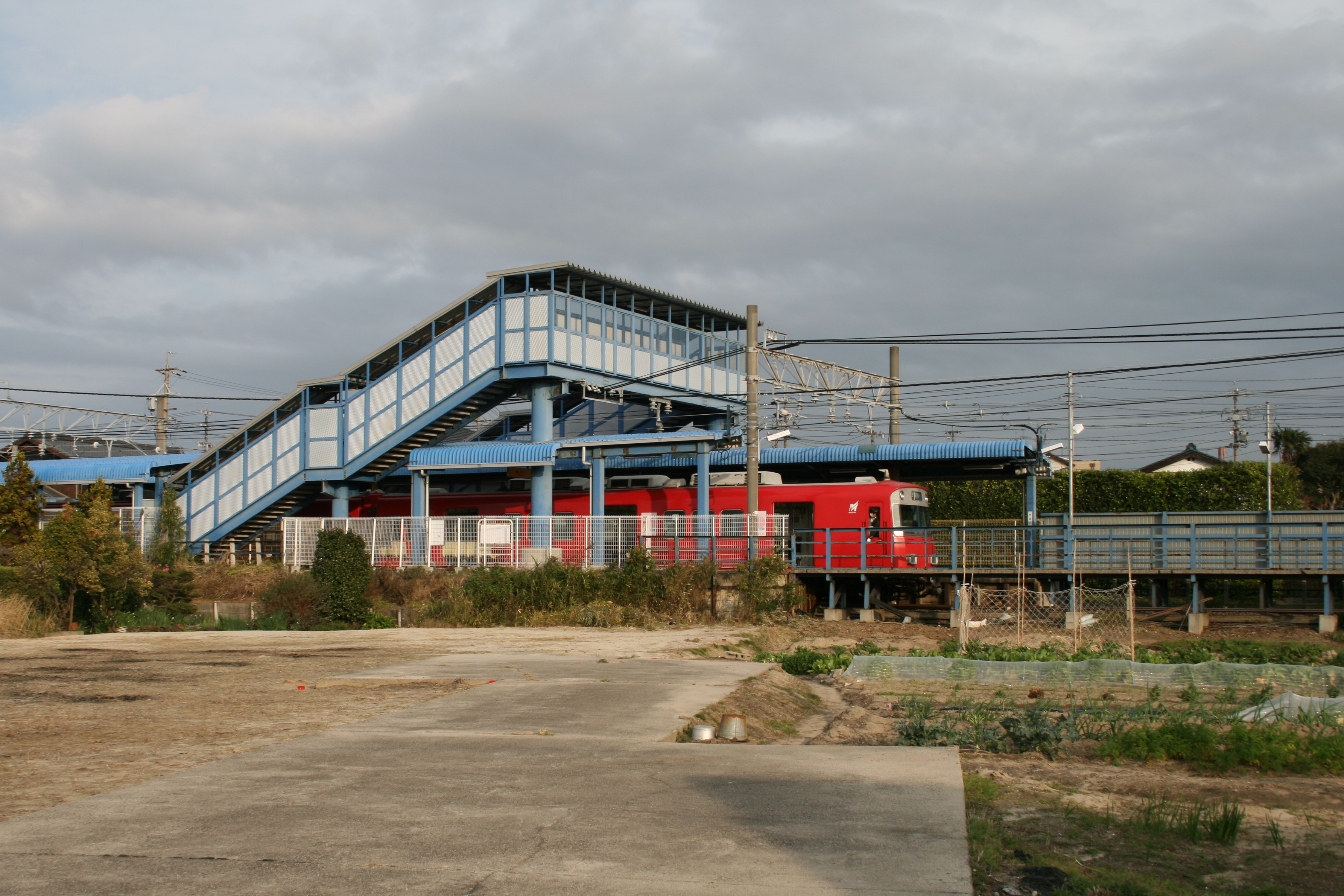
車站西側（2009年12月）
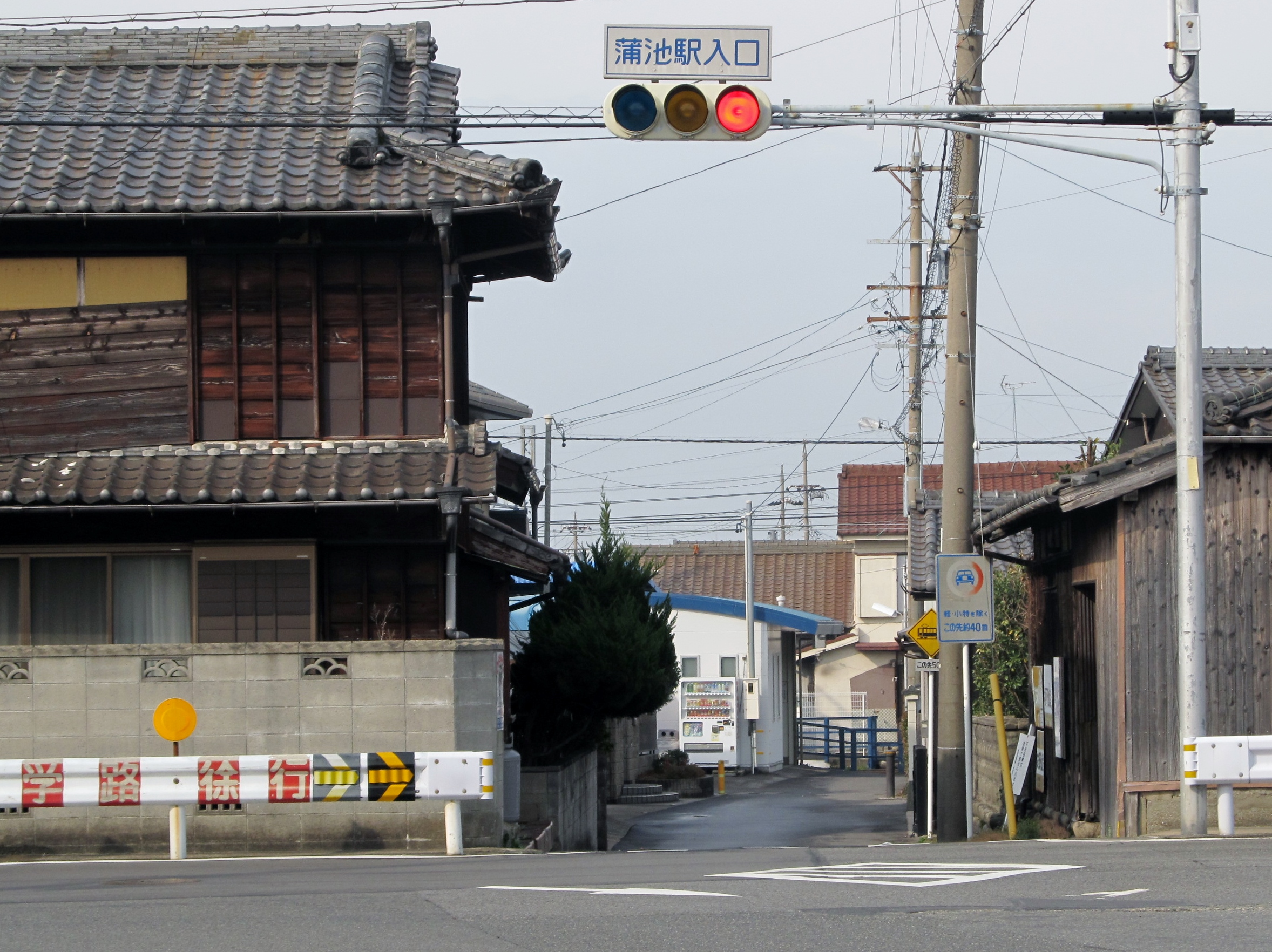
縣道252號（日语：愛知県道252号大府常滑線）看見的蒲池站

### 配線圖
| ← 太田川、 名古屋方向 | 蒲池站 構內配線略圖 | → 常滑、 中部國際機場方向 |
| 图例 参考文献：       |                     |                           |

## 使用情況
| 年度               | 1日平均 上下車人次 |
| ------------------ | ------------------ |
| 2002年（平成14年） | 691                |
| 2003年（平成15年） | 667                |
| 2004年（平成16年） | 792                |
| 2005年（平成17年） | 880                |
| 2006年（平成18年） | 992                |
| 2007年（平成19年） | 1,050              |
| 2008年（平成20年） | 1,076              |
| 2009年（平成21年） | 1,000              |
| 2010年（平成22年） | 982                |
| 2011年（平成23年） | 952                |
| 2012年（平成24年） | 992                |
| 2013年（平成25年） | 1,045              |
| 2014年（平成26年） | 1,050              |
| 2015年（平成27年） | 1,148              |
| 2016年（平成28年） | 1,232              |

## 相鄰車站
名古屋鐵道
 常滑線
□μ-SKY、■特急、□快速急行、■急行、■準急
通過
■急行（特別停車）、■普通
西之口（TA18）－蒲池（TA19）－榎戶（TA20）

## 外部連結
- 蒲池 - 名古屋鐵道